# Zmarli w roku 1962
Lista osób zmarłych w 1962:

## styczeń 1962
- 1 stycznia –  Diego Martínez Barrio, hiszpański polityk, członek hiszpańskiej masonerii (ur. 1883)
- 4 stycznia –  Hans Lammers, niemiecki nazista, zbrodniarz wojenny (ur. 1879)[1]
- 13 stycznia –  Ernie Kovacs, amerykański komik, aktor, gospodarz programów telewizyjnych (ur. 1919)[2]
- 16 stycznia
  - Ivan Meštrović, rzeźbiarz i architekt jugosłowiański pochodzenia chorwackiego, działacz polityczny (ur. 1883)
  - Richard Tawney, brytyjski historyk i działacz społeczny, socjalista (ur. 1880)
- 17 stycznia –  Gerrit Achterberg, holenderski poeta (ur. 1905)[3]
- 19 stycznia:
  - Otto Fiński, polski działacz sportowy, naukowiec i oficer (ur. 1898)
  - Snub Pollard, amerykański aktor filmowy i telewizyjny pochodzenia australijskiego (ur. 1889)[4]
- 20 stycznia
  - Marian Andrzejewski, polski architekt, urbanista, inżynier i budowniczy (ur. 1882)[5]
  - Robinson Jeffers, amerykański poeta, znany z twórczości poświęconej kalifornijskiemu wybrzeżu (ur. 1887)
- 29 stycznia –   Fritz Kreisler, austriacki kompozytor i skrzypek (ur. 1875)[6]

## luty 1962
- 10 lutego – Władysław Broniewski, polski poeta (ur. 1897)
- 14 lutego – Stefan Miler, legionista, pedagog, założyciel ogrodu zoologicznego w Zamościu (ur. 1888)
- 20 lutego – Folke Johnson, szwedzki żeglarz, medalista olimpijski (ur. 1887)
- 24 lutego – Hu Shi (chin. upr. 胡适), chiński filozof, poeta i pisarz (ur. 1891)
- 25 lutego – Maria Ludwika De Angelis, włoska zakonnica, misjonarka, błogosławiona katolicka (ur. 1880)

## marzec 1962
- 10 marca – Kazimierz Piotrowski, polski taternik, alpinista, narciarz, lotnik sportowy (ur. 1890)
- 15 marca – Arthur Holly Compton, amerykański fizyk, laureat w 1927 Nagrody Nobla (ur. 1892)
- 24 marca – Auguste Piccard, szwajcarski naukowiec i wynalazca, konstruktor batyskafu i balonu stratosferycznego (ur. 1884)

## kwiecień 1962
- 7 kwietnia – gen. Walerian Czuma, dowódca obrony Warszawy w 1939 roku (ur. 1890)
- 9 kwietnia – Kaspar Hassel, norweski żeglarz, medalista olimpijski (ur. 1877)
- 10 kwietnia – Michael Curtiz – amerykański reżyser węgierskiego pochodzenia (wyreżyserował m.in. Casablancę) (ur. 1886)
- 26 kwietnia – Fritz Sjöqvist, szwedzki żeglarz, olimpijczyk (ur. 1884)
- 28 kwietnia – św. Joanna Beretta Molla (ur. 1922)

## maj 1962
- 9 maja – Jerzy Marr, polski aktor (ur. 1901)
- 28 maja – Kazimiera Alberti, polska poetka, powieściopisarka, działaczka kulturalna (ur. 1898)

## czerwiec 1962
- 1 czerwca – Adolf Eichmann, niemiecki funkcjonariusz nazistowski, zbrodniarz wojenny, skazany za ludobójstwo (ur. 1906)
- 4 czerwca – Peter Jamvold, norweski żeglarz, medalista olimpijski (ur. 1896)
- 6 czerwca – Yves Klein, francuski artysta intermedialny, malarz i rzeźbiarz (ur. 1928)
- 11 czerwca – Józef Berger, polski duchowny ewangelicki, teolog, działacz społeczny i polityczny na Zaolziu okresu Pierwszej Republiki Czechosłowackiej i II RP (ur. 1901)
- 18 czerwca – Volkmar Andreae, szwajcarski kompozytor (ur. 1879)

## lipiec 1962
- 2 lipca – Jan Długosz, polski taternik, alpinista i literat (ur. 1929)
- 4 lipca – Carl Hellström, szwedzki żeglarz, medalista olimpijski (ur. 1864)
- 6 lipca – William Harrison Faulkner, amerykański powieściopisarz i nowelista, w 1949 roku laureat literackiej Nagrody Nobla (ur. 1897)
- 9 lipca – Witold Małkowski, polski malarz, scenograf (ur. 1884)
- 10 lipca:
  - Jehuda Lejb Majmon (hebr. יהודה לייב מימון), izraelski polityk (ur. 1875)
  - Tommy Milton, amerykański kierowca wyścigowy (ur. 1893)
  - Alberts Rumba, łotewski łyżwiarz szybki, trener (ur. 1892)
- 21 lipca – André Roosevelt, francuski rugbysta, medalista olimpijski, producent filmowy (ur. 1879)
- 26 lipca – Jerzy Preca, maltański duchowny katolicki, święty (ur. 1880)

## sierpień 1962
- 1 sierpnia – Leon Kruczkowski, polski dramaturg, powieściopisarz (ur. 1900)
- 2 sierpnia – Johannes van Hoolwerff, holenderski żeglarz, medalista olimpijski (ur. 1878)
- 5 sierpnia – Marilyn Monroe (właściwie Norma Jean Mortenson-Baker), aktorka amerykańska (ur. 1926)
- 7 sierpnia – Dink Templeton, amerykański sportowiec i trener, medalista olimpijski (ur. 1897)
- 8 sierpnia – Hermann Hesse, pisarz niemieckojęzyczny (ur. 1877)
- 12 sierpnia:
  - Henri Arthus, francuski żeglarz, medalista olimpijski (ur. 1872)
  - Max Fabiani, słoweńsko-włoski architekt i urbanista (ur. 1865)
- 31 sierpnia – Felicjan Sławoj Składkowski, premier ostatniego przedwojennego rządu (ur. 1885)
- 28 sierpnia – Léon Binoche, francuski rugbysta, medalista olimpijski (ur. 1878)

## wrzesień 1962
- 4 września – Karol Polakiewicz, polski prawnik i polityk, wicemarszałek Sejmu (ur. 1893)
- 7 września – Karen Blixen, duńska pisarka, autorka Pożegnania z Afryką (ur. 1885)
- 10 września – Paddy McCue, australijski rugbysta, medalista olimpijski (ur. 1883)
- 29 września:
  - Jan Marian Czerwiński, inżynier technolog, senator RP (ur. 1878)
  - Kazimierz Zarębski, major uzbrojenia Wojska Polskiego, działacz niepodległościowy, kawaler Orderu Virtuti Militari (ur. 1893)

## listopad 1962
- 7 listopada – Eleanor Roosevelt, amerykańska działaczka na rzecz praw człowieka, dyplomatka i publicystka, żona prezydenta Franklina Delano Roosevelta (ur. 1884)
- 14 listopada – Janusz Konopnicki, podpułkownik artylerii Wojska Polskiego, kawaler Orderu Virtuti Militari (ur. 1895)
- 18 listopada – Niels Bohr, fizyk duński, laureat w 1922 Nagrody Nobla (ur. 1885)

## grudzień 1962
- 3 grudnia – Vilhelm Vett, duński żeglarz, medalista olimpijski (ur. 1879)
- 9 grudnia – William Gayraud-Hirigoyen, francuski rugbysta, bobsleista i skeletonista, olimpijczyk, działacz i sędzia sportowy (ur. 1898)
- 13 grudnia – Harry Barris, amerykański piosenkarz jazzowy, pianista i autor tekstów (ur. 1905)
- 16 grudnia – Tadeusz Bocheński, polski poeta, muzykolog, filozof, pisarz i eseista (ur. 1895)
- 21 grudnia – Gary Hocking – kierowca motocyklowy i wyścigowy, podwójny mistrz świata kategoriach 500 cm³ i 350 cm³ w MotoGP z 1961 roku (ur. 1937)
- 22 grudnia – Zygmunt Dadlez, polski lekarz, doktor medycyny, chirurg, pulmonolog (ur. 1887)
- 28 grudnia – Kazimierz Świtalski, polski polityk, premier (ur. 1886)
- 31 grudnia – Jan Maas, holenderski żeglarz, olimpijczyk (ur. 1911)